# Puchar Europy w skokach narciarskich 1983/1984
Puchar Europy w skokach narciarskich 1983/1984 – rozpoczął się 5 grudnia 1983 w Renie na skoczni Renabakkene, a zakończył 7 kwietnia 1984 w Predazzo na skoczni Passo Rolle. W ramach cyklu rozegrano 26 indywidualnych konkursów. Zwycięzcą klasyfikacji generalnej został Bułgar Władimir Brejczew. 

## Wyniki zawodów
| Lp.                                                                                               | Data                                          | Miejscowość                                   | Skocznia                                      | Punkt K                                       | Uwagi                                         | 1. miejsce              | 2. miejsce              | 3. miejsce          |
| ------------------------------------------------------------------------------------------------- | --------------------------------------------- | --------------------------------------------- | --------------------------------------------- | --------------------------------------------- | --------------------------------------------- | ----------------------- | ----------------------- | ------------------- |
| 1.                                                                                                | 5 grudnia 1983                                | Rena                                          | Renabakkene                                   | K-90                                          | -                                             | Vegard Opaas            | Per Bergerud            | Jari Puikkonen      |
| 2.                                                                                                | 26 grudnia 1983                               | Sankt Moritz                                  | Olympiaschanze                                | K-94                                          | -                                             | Roger Ruud              | Halvor Persson          | Rajko Lotrič        |
| 3.                                                                                                | 7 stycznia 1984                               | Tarvisio                                      | Trampolino Fratelli Nogara                    | K-80                                          | TTP                                           | Lido Tomasi             | Massimo Rigoni          | Steinar Bråten      |
| 4.                                                                                                | 8 stycznia 1984                               | Planica                                       | Srednija Velikanka                            | K-90                                          | TTP                                           | Władimir Brejczew       | Steinar Bråten          | Miran Tepeš         |
| 5.                                                                                                | 9 stycznia 1984                               | Villach                                       | Villacher Alpenarena                          | K-60                                          | TTP                                           | Władimir Brejczew       | Steinar Bråten          | Werner Haim         |
| Turniej Trzech Państw – klasyfikacja końcowa                                                      | Turniej Trzech Państw – klasyfikacja końcowa  | Turniej Trzech Państw – klasyfikacja końcowa  | Turniej Trzech Państw – klasyfikacja końcowa  | Turniej Trzech Państw – klasyfikacja końcowa  | Turniej Trzech Państw – klasyfikacja końcowa  | Władimir Brejczew       | Steinar Bråten          | Franz Wiegele       |
| 6.                                                                                                | 14 stycznia 1984                              | Chamonix                                      | Tremplin aux Bossons                          | K-95                                          | GPoN                                          | Lido Tomasi             | Per-Mårten Olsrud       | Massimo Rigoni      |
| 7.                                                                                                | 14 stycznia 1984                              | Willingen                                     | Mühlenkopfschanze                             | K-110                                         | -                                             | Geir Johnson            | Tor Majorsäter          | Christoph Schwarz   |
| 8.                                                                                                | 15 stycznia 1984                              | Willingen                                     | Mühlenkopfschanze                             | K-110                                         | -                                             | Geir Johnson            | Lorenz Wegscheider      | ?.Nagkoop           |
| 9.                                                                                                | 22 stycznia 1984                              | Schwarzach                                    | Urfahrschanze                                 | K-80                                          | -                                             | Günther Stranner        | Peter Ciz               | Ján Jelenský        |
| 10.                                                                                               | 29 stycznia 1984                              | La Molina                                     | Trampolín Albert Bofill Mosella               | K-75                                          | PKr                                           | Bernat Solà             | Magne Johansen          | Roar Skarseth       |
| 11.                                                                                               | 5 lutego 1984                                 | Travnik                                       | Vlašić Skakaonica                             | K-87                                          | -                                             | Bogdan Zwijacz          | Thomas Ihle             | Walerij Sawin       |
|                                                                                                   |                                               |                                               |                                               |                                               |                                               |                         |                         |                     |
| Zimowe Igrzyska Olimpijskie 1984 • Sarajewo, 8–19 lutego 1984                                     |                                               |                                               |                                               |                                               |                                               |                         |                         |                     |
|                                                                                                   |                                               |                                               |                                               |                                               |                                               |                         |                         |                     |
| 12.                                                                                               | 21 lutego 1984                                | Seefeld                                       | Toni-Seelos-Olympiaschanze                    | K-84                                          | -                                             | Thomas Hasselberger     | Frank Sauerbrey         | Ulf Findeisen       |
| 13.                                                                                               | 24 lutego 1984                                | Örnsköldsvik                                  | Paradiskullen                                 | K-90                                          | -                                             | Halvor Asphol           | Hroar Stjernen          | Tuomo Ylipulli      |
| 14.                                                                                               | 25 lutego 1984                                | Saint-Nizier                                  | Dauphine                                      | K-112                                         | -                                             | Raimund Resch           | Gérard Colin            | Alfred Groyer       |
| 15.                                                                                               | 26 lutego 1984                                | Saint-Nizier                                  | Dauphine                                      | K-112                                         | -                                             | Gérard Colin            | Raimund Resch           | Paul Erat           |
| 16.                                                                                               | 26 lutego 1984                                | Falun                                         | Lugnet                                        | K-90                                          | -                                             | Tuomo Ylipulli          | Veli-Matti Ahonen       | Juha Lappalainen    |
|                                                                                                   |                                               |                                               |                                               |                                               |                                               |                         |                         |                     |
| Mistrzostwa Świata w Narciarstwie Klasycznym 1984 • Engelberg, 26 lutego 1984 (konkurs drużynowy) |                                               |                                               |                                               |                                               |                                               |                         |                         |                     |
|                                                                                                   |                                               |                                               |                                               |                                               |                                               |                         |                         |                     |
| 17.                                                                                               | 10 marca 1984                                 | Neustadt                                      | Hochfirstschanze                              | K-90                                          | TSch                                          | Władimir Czernajew      | Władimir Brejczew       | Martin Švagerko     |
| 18.                                                                                               | 11 marca 1984                                 | Schönwald                                     | Adlerschanze                                  | K-85                                          | TSch                                          | Miroslav Polák          | Władimir Brejczew       | Martin Švagerko     |
| Turniej Schwarzwaldzki – klasyfikacja końcowa                                                     | Turniej Schwarzwaldzki – klasyfikacja końcowa | Turniej Schwarzwaldzki – klasyfikacja końcowa | Turniej Schwarzwaldzki – klasyfikacja końcowa | Turniej Schwarzwaldzki – klasyfikacja końcowa | Turniej Schwarzwaldzki – klasyfikacja końcowa | Władimir Brejczew       | Władimir Czerniajew     | Martin Švagerko     |
| 19.                                                                                               | 23 marca 1984                                 | Sprova                                        | Steinfjellbakken                              | K-90                                          | -                                             | Rolf Åge Berg           | Ole Christian Eidhammer | Hroar Stjernen      |
| 20.                                                                                               | 24 marca 1984                                 | Szczyrbskie Jezioro                           | MS 1970 B                                     | K-90                                          | -                                             | Martin Švagerko         | Holger Freitag          | Gérard Colin        |
| 21.                                                                                               | 24 marca 1984                                 | Stjørdal                                      | Bjørkbakken                                   | K-82                                          | -                                             | Ole Christian Eidhammer | Rolf Åge Berg           | Geir Johnson        |
| 22.                                                                                               | 25 marca 1984                                 | Szczyrbskie Jezioro                           | MS 1970 B                                     | K-90                                          | -                                             | Holger Freitag          | Mathias Buse            | Bohumil Vacek       |
| 23.                                                                                               | 25 marca 1984                                 | Meldal                                        | Kløvsteinbakken                               | K-105                                         | -                                             | Ole Christian Eidhammer | Rolf Åge Berg           | Hroar Stjernen      |
| 24.                                                                                               | 2 kwietnia 1984                               | Ruka                                          | Rukatunturi                                   | K-110                                         | -                                             | Matti Nykaenen          | Jari Puikkonen          | Veli - Matti Ahonen |
| 25.                                                                                               | 3 kwietnia 1984                               | Ruka                                          | Rukatunturi                                   | K-110                                         | -                                             | Jari Puikkonen          | Matti Nykaenen          | Pentti Kokkonen     |
| 26.                                                                                               | 7 kwietnia 1984                               | Predazzo                                      | Passo Rolle                                   | K-65                                          | -                                             | Lido Tomasi             | Andreas Bauer           | Paul Erat           |

## Klasyfikacja generalna
| Miejsce | Zawodnik                | Punkty |
| ------- | ----------------------- | ------ |
| 1.      | Władimir Brejczew       | 147    |
| 2.      | Geir Johnson            | 97     |
| 3.      | Gérard Colin            | 84     |
| 4.      | Lido Tomasi             | 75     |
| 5.      | Martin Švagerko         | 63     |
| 6.      | Raimund Resch           | 61     |
| 7.      | Hroar Stjernen          | 58     |
| 8.      | Steinar Bråten          | 55     |
| 9.      | Rolf Åge Berg           | 45     |
| 9.      | Ole Christian Eidhammer | 45     |
| 9.      | Holger Freitag          | 45     |
| 9.      | Jari Puikkonen          | 45     |
| 13.     | Rajko Lotrič            | 44     |
| 14.     | Frank Sauerbrey         | 43     |
| 15.     | Pentti Kokkonen         | 40     |
| ...     |                         |        |